# Zelený vrch (Sokolovská pánev)
Zelený vrch je nevýrazná, 570 metrů vysoká hora, nejvyšší bod geomorfologického celku Sokolovská pánev. Zvedá se nad Chlumem Svaté Maří v okrese Sokolov v Karlovarském kraji, 650 metrů jižně od centra obce.

## Přístup
K vrcholu Zeleného vrchu vede silnice, která pokračuje jako žlutě značená turistická cesta z Chlumu Svaté Maří do Kynšperka nad Ohří. Převýšení od středu Chlumu Svaté Maří až k vrcholu kopce činí pouhých 30 metrů.

## Rozhledna
Rozhledna se nachází 75 metrů severně od vrcholu Zeleného vrchu. Impulzem pro postavení rozhledny byla obliba mariánského poutního místa na Chlumu Svaté Maří. Záměru se ujala místní sekce Krušnohorského spolku. Stavitelem rozhledny na tehdejší Chlumské hoře, později pojmenované Drsným vrchem, nově Zeleným vrchem, byl Hans Kühnl. Věž byla postavena roku 1903 a na jaře 1904 se započalo se stavbou navazující hostinské chaty s občerstvením. Rozhledna byla slavnostně otevřena 15. května 1904. Stavebně se jedná o 20 metrů vysokou cihlovou válcovou věž s asymetricky umístěnou věžičkou. Po roce 1945 se stala věž součástí soukromého domu, z jehož předsíně vede schodiště na vrchol rozhledny. Z tohoto důvodu není rozhledna přístupná veřejnosti.